# Rebus

Exempel på en trivial rebus på svenska. Svaret är antingen "hand" eller "hanka".

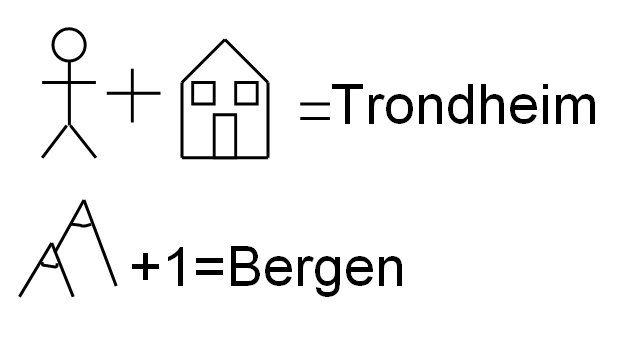
Norska rebusar.

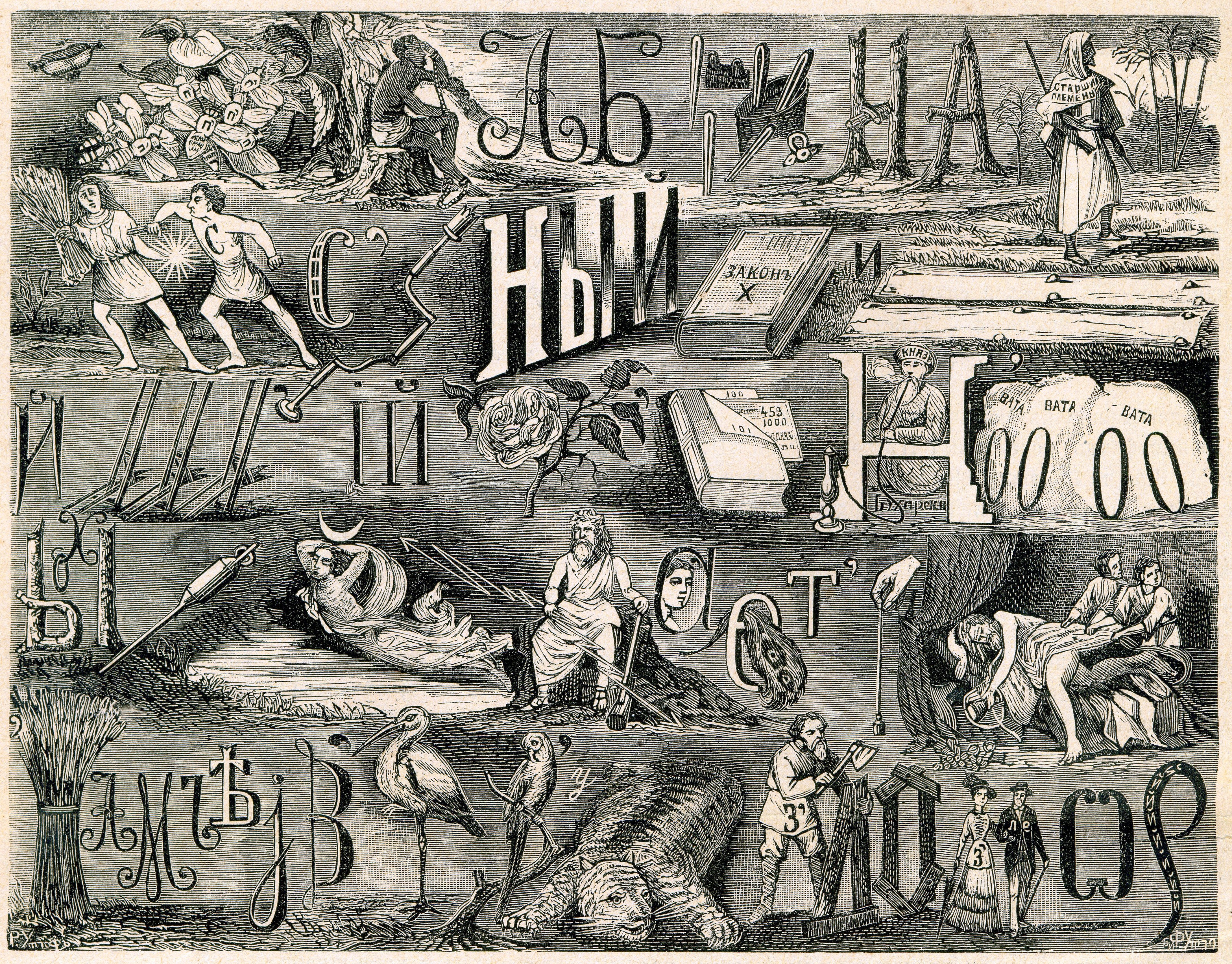
Rebus från en rysk tidning.

Rebus är ett slags ordlek som ofta förekommer i barntidningar, pysselböcker och liknande. En rebus består av en serie bilder och symboler, ibland sammanfogade med operatorer som plus- och minustecken. Om rebusens element tolkas på rätt sätt och eventuella operationer utförs på det sätt konstruktören tänkt blir resultatet ett ord eller en mening.
Rebusar är en central ingrediens i ett rebusrally.
Inom heraldiken förekommer något som liknar rebusar i så kallade talande vapen.